# 佩特斯鎮區 (阿肯色州洛諾克縣)
佩特斯鎮區（英語：Pettus Township）是位於美國阿肯色州洛諾克縣的一個行政鎮區。

## 地方資料
佩特斯鎮區的面積為96.76平方千米，當中陸地面積為95.61平方千米，而水域面積為1.15平方千米。根據2010年美國人口普查的數據，當地共有人口168人，而人口密度為每平方千米1.74人。